# Famille Amadio
La famille Amadio, également sous les formes Amedei, Amadei, de Amada, est une famille Suisse italienne.

## Historique
La famille Amadio, que l'on trouve également sous les formes Amedei, Amadei, de Amada, descend probablement de la famille Ferrari. 
Il s'agit d'une famille de notaires et d'officiers de Lugano, en Suisse italienne, dans l'actuel canton du Tessin, attestée depuis la fin du XIVe siècle.
Il semble qu'une branche soit famille patricienne de Venise.[réf. nécessaire]
En 1305, Egidio Amadio, notaire de Lugano, est président du tribunal de Taverna, près de Ponto Valentino. Il est également "vicaire" de la Valle di Blenio, c'est-à-dire lieutenant du "recteur" Guido Orelli.

## Armes

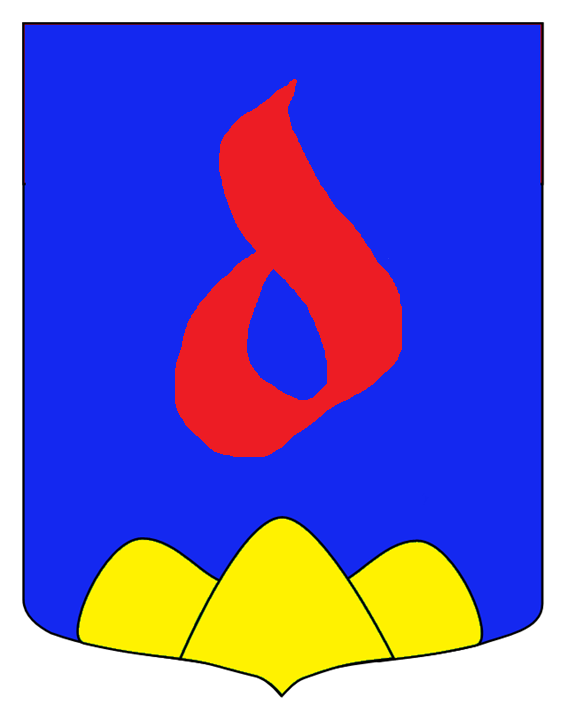
Armes des Amadio

Les armes de la branche italienne Amadio se blasonnent ainsi d'azur, à un mont de trois coupeaux d'or, mouvant de la pointe et surmonté d'un D de gueules.[réf. nécessaire]